# François Louis Forestier
Pour les articles homonymes, voir Forestier (homonymie).
François Louis Forestier né le 3 mars 1776 à Aix (devenue Aix-les-Bains) (Savoie) mort le 5 février 1814 est un général français de la Révolution et de l’Empire.

## Biographie
Chasseur le 13 août 1792, dans l'infanterie légère de la légion des Allobroges à l'armée des Alpes, fourrier le 14 septembre, sergent-major le 8 octobre 1792 et lieutenant le 9 décembre de la même année, il est blessé à la jambe droite par un éclat d'obus pendant le siège de Toulon le 15 vendémiaire an II, en défendant, avec une compagnie de chasseurs qu'il commande, le poste de la Grille-de-Fer en face du fort Rouge, attaqué par un bataillon piémontais. Fait capitaine dans les carabiniers à pied de sa légion le 14 prairial an II, à l'armée des Pyrénées-Occidentales, il soutient le 30 messidor, avec deux compagnies d'élite, la retraite de la division Charlet par les montagnes de Canigou, défend Campredon et empêche dans la nuit une colonne considérable d'Espagnols de pénétrer dans cette ville avant qu'elle ne soit complètement évacuée par les Français.
Amalgamé dans la 4e demi-brigade de troupes légères le 16 brumaire an IV, il passe en Italie, et se trouve le 25 germinal à l'assaut de la redoute de Saint-Jean, sur les hauteurs de Ceva, où il a la jambe gauche cassée d'un coup de feu, en tête de sa compagnie.
Incorporé dans la 27e légère le 16 vendémiaire an V, sans quitter l'armée d'Italie, il fait partie des expéditions de Rome et de Naples, et chargé, en qualité d'adjoint à l'état-major le 6 pluviôse an VII, par le général Duhesme de se rendre en mission de Pescara dans les Abruzzes, au quartier général de Championnet, dans les environs de Capoue, il traverse la ligne ennemie et 80 lieues de pays insurgé, et, après avoir perdu la moitié de son escorte, il parvient à sa destination. Dès cette époque, le général en chef lui promet le grade de chef d'escadron.
Employé à l'armée des Alpes après la retraite de l'armée de Naples, il se trouve le 6 frimaire an VIII, à l'affaire de Pignerolla, où, sous les ordres de Duhesme il fait prisonniers, avec une dizaine de hussards, 300 Autrichiens qu'il ramène sous le feu de l'ennemi ; il a en outre un cheval tué sous lui et est cité à l'ordre de l'armée. Le 18 prairial, ayant rejoint l'armée de réserve, il est envoyé en partisan de Crémone à Brescia, et surprend en route un poste autrichien considérable auquel il enlève 25 chevaux qu'il ramene au quartier général.
Quelques jours-après, il passe le premier l'Adda en tête d'un détachement de soixante hommes, prend les bagages et une partie des ponts volants de l'ennemi, et facilite ainsi le passage de la division française. Enfin, dans la même campagne, il se trouve aux différentes charges de cavalerie devant Crémone et à Marengo.
Devenu aide-de-camp du général Duhesme le 23 fructidor, il fait la campagne de l'an IX à l'armée gallo-batave et se distingue le 30 frimaire à l'affaire de Neukischen, en traversant la ligne autrichienne pour aller au secours d'un bataillon de la 29e légère cerné de tous côtés, et le ramene sans avoir été entamé. Promu au grade de chef d'escadron et maintenu auprès de son général par arrêté du 1er fructidor an XI, membre de la Légion d'honneur dans la promotion du 25 prairial an XII, il reste auprès du général Duhesme à Lyon pendant les ans XIII, XIV et partie de 1806. Envoyé cette année dans le royaume de Naples, il y devient aide-de-camp du général César Berthier le 22 juillet 1806, et passe dans la division des Sept-Iles, où il est créé adjudant-commandant le 22 juin 1807.
Au commencement de 1809, il est à l'armée d'Italie ; il rejoint avec elle la grande armée d'Allemagne, reçoit un coup de feu à la cuisse droite à la bataille de Raab, et est créé baron de l'Empire le 15 août 1809, puis officier de la Légion d'honneur le 22 du même mois. Après le Traité de Schönbrunn, il revient en Italie avec le corps d'armée du Vice-Roi, repartit avec le 4e corps en 1812 pour l'expédition de Russie, reçoit un coup de biscaïen à la jambe gauche à Krasnoï le 18 novembre 1812. Le 18 octobre 1813, à l'armée d'Allemagne, et à la mort du général Vial, il prend le commandement de la 6e division du 2e corps, et se trouve le 30 à la Hanau où, malgré ses pertes récentes, il parvient à faire 900 prisonniers.
Promu au grade de général de brigade le 19 novembre 1813, il suit le mouvement de retraite de Frankenthal en France, est grièvement blessé à la bataille de Brienne le 29 janvier 1814, et succombe peu de temps après à ses blessures.

## Armoiries
| Figure | Blasonnement |
|        | Armes du baron Forestier et de l'Empire Coupé : au I, parti d'or à trois tourteaux d'azur et du quartier des barons tirés de l'armée ; au II, d'azur, au lion bandé de gueules et d'argent de huit pièces., |

### Sources
- « François Louis Forestier », dans Charles Mullié, Biographie des célébrités militaires des armées de terre et de mer de 1789 à 1850, 1852 [détail de l’édition]
- Service Historique de l’Armée de Terre – Fort de Vincennes – Dossier S.H.A.T. Côte : 8 Yd 1 586.
  - Côte S.H.A.T., état de services, distinctions sur « web.genealogie.free.fr : Les militaires »(Archive.org • Wikiwix • Archive.is • Google • Que faire ?) (consulté le 24 août 2014)